# Fallopia baldschuanica
Fallopia baldschuanica là một loài thực vật có hoa trong họ Rau răm. Loài này được (Regel) Holub mô tả khoa học đầu tiên năm 1971.